# アンジェラ・スミス (バジルドンのスミス女男爵)
バジルドンのスミス女男爵アンジェラ・エヴァンス・スミス（Angela Smith, Baroness Smith of Basildon、1959年1月7日 - ）は、イギリスの政治家。貴族院議員 (一代貴族) 、貴族院院内総務・王璽尚書 (スターマー内閣) 。元労働協同組合所属の庶民院議員 (3期) 。

## 来歴
ロンドンで生まれ、バジルドンのピットシー小学校とカルベドン総合学校を卒業後、レスター工科大学で文学士号を取得した。1978年に、歴史書を多数執筆しているナイジェル・スミスと結婚した。
1982年から1983年まで、スミスは会計士の見習いとして働いた。その後1983年から1995年まで動物福祉団体で政治広報部長を務め、1995年から1997年まで政治研究者として活動した。
1989年からエセックス州議会議員も務めた。
1997年の総選挙でバジルドン選挙区から立候補し、当選した。スミスは2001年と2005年も再選された。
1997年12月、スミスは廃棄物の発生を最小限に抑えるための議員法案を提出し、1998年廃棄物最小化法として成立させた。
スミス氏は2001年に政府院内幹事に任命され、その後2002年10月に北アイルランド担当政務次官に任命された。2006年にコミュニティー・地方自治省政務次官に異動し、消防を担当した。
2007年6月28日、スミスはゴードン・ブラウン首相の秘書官に任命された。2009年6月の内閣改造で秘書官を辞職し、枢密顧問官に就任、内閣府の第三セクター担当国務大臣として政府に加わった。
2010年の総選挙では落選したが、一代貴族であるエセックス州バジルドンにおけるバジルドンのスミス女男爵に叙せられ、貴族院議員に就任した。
2015年5月27日より、労働党の貴族院院内総務を務めている。2024年の総選挙で労働党が政権を獲得したことを受けて、貴族院院内総務・王璽尚書に就任した。